# کنه کرچک
کنه کرچک (نام علمی: Ixodes ricinus) گونه‌ای کنه است که عمدتاً" در اروپا زندگی می‌کند. این حشره عامل بیماری لایم می‌باشد. کنه کرچک در آفریقای شمالی، خاورمیانه، ایسلند و روسیه نیز دیده شده است. این حشره در سال ۱۷۵۸ (میلادی) توسط کارل لینه توصیف شد.